# クロヘリメジロザメ
クロヘリメジロザメ Carcharhinus brachyurus はメジロザメ属に属するサメの一種。メジロザメ属で唯一、主に温帯に分布する。隔離分布しているため、いくつかの個体群に分かれているとみられる。汽水・浅瀬から100 m以深まで幅広い範囲で見られる。雌雄は別々に暮らし、季節回遊を行う。最大で3.3 mに達し、他の大型メジロザメによく似ている。鉤形の上顎歯、一様なブロンズ色の体色、背鰭間に隆起がないことなどが特徴。
群れで狩りを行い、魚類や頭足類を食べる。胎生で、1年以上の妊娠期間の後に7-24匹の仔魚を産む。成長は遅く、性成熟には雄で13-19年、雌で19-20年かかる。
特に危険とみなされるサメではないが、襲撃記録はある。漁業や釣りの対象となって個体数が減少しており、IUCNは保全状況を危急としている。

## 分類
隔離分布しているため、別々の地域で複数回記載されている。現在有効なのは、1870年、英国の動物学者アルベルト・ギュンターがCarcharias brachyurusとしてCatalogue of the fishes in the British Museumの第8巻で行った記載である。1865年にも、Auguste Dumérilに Carcharias remotus として記載されており、古い文献ではこの学名が用いられていることもあるが、その後、記載に用いたタイプ標本がハナグロザメ C. acronotus のものであることが分かった。1853年、リチャード・オーウェンによりGaleolamna greyiとして記載されたこともあるが、記載に用いた顎骨が失われているため本種のものかどうか分からなくなっている。その後、本種はCarcharhinus属に移された。
種小名 brachyurus は古代ギリシャ語brachys（短い）、oura（尾）に由来する。英名"whaler"は19世紀、太平洋の捕鯨船乗組員が、クジラの死骸に群がる本種を見たことに由来する。英名はblack-tipped whaler・cocktail shark・cocktail whaler・New Zealand whalerなどで、短縮して"bronze"・"bronzie"・"cocktail"とも呼ばれる。ギュンターは4つのシンタイプに言及しているが、それぞれ南極海とニュージーランドより得られた2個体は失われ、オーストラリアより得られた2匹の胎児はオオメジロザメ C. leucas であることが分かった。分類を安定させるため、1982年Jack Garrickはワンガヌイより得られた2.4mの雌個体をネオタイプに指定した。

### 系統
最初の系統解析は形態に基づいて行われたが、結果は不明瞭なものだった。1982年に Jack Garrick は本種はメジロザメ属内で単独のグループであるとしたが、1988年にLeonard Compagnoは本種をハナグロザメ・ツマグロ・Carcharhinus cautus・クロトガリザメ・ナガハナメジロザメを含む"transitional group"に位置づけた。1992年のGavin Naylorによるアロザイム研究ではハナザメに最も近いという結果が出たが、メジロザメ属内での正確な位置づけは明確にならなかった。ノースカロライナのプンゴ川では中新世 (23–5.3Ma)の、トスカーナでは鮮新世 (5.3–2.6Ma)の、カリフォルニアのコスタメサでは後期更新世 (126,000–12,000年前)の 歯の化石が見つかっている。

## 分布
メジロザメ属で唯一熱帯より温帯を好み、水温12℃以上の海域に生息する。隔離分布しているが、個体の交換があるかどうかは分かっていない。大西洋では地中海からモロッコ・カナリア諸島、アルゼンチン、ナミビア、南アフリカ（ここで2つの個体群に分れる）、数は少ないがモーリタニア・ギニア湾、またはメキシコ湾。インド太平洋では東シナ海から日本（北海道を除く）・ロシア南部、オーストラリア南部のシドニー-パース間・ニュージーランドからケルマディック諸島まで。セイシェル・タイランド湾からも不確実な記録がある。東太平洋ではチリ北部からペルー、メキシコからポイント・コンセプション、カリフォルニア湾で見られる。アルゼンチン・南アフリカ・オーストラリア・ニュージーランドではよく見られるが、他の地域では珍しい。多くの地域で他種と混同されているため正確な分布は不明である。
湾・浅瀬・港など浅い場所によく出現するが、大陸棚外の外洋にも生息し、100m以深にも潜る。岩礁や離島でも見られる。低い塩分濃度に耐え、河口や大河の下流でも確認されている。幼体は年間を通して30m以浅の浅瀬に生息するが、成体は沖合に生息し、春から夏にかけて沿岸に大群で現れる。
両半球の個体群共、水温・繁殖・餌などによって季節回遊をするが、移動パターンは年齢・性別によって異なる。成体雌と幼体は冬を低緯度で過ごして春には高緯度に戻り、妊娠中の雌はそこで出産する。成体雄は年間を通して低緯度にいるが、晩冬から春にかけて高緯度に回遊し、出産を終えた雌と交尾する。1,320kmを回遊した記録もあるが、懐郷性があり毎年同じ海域に戻る。

## 形態

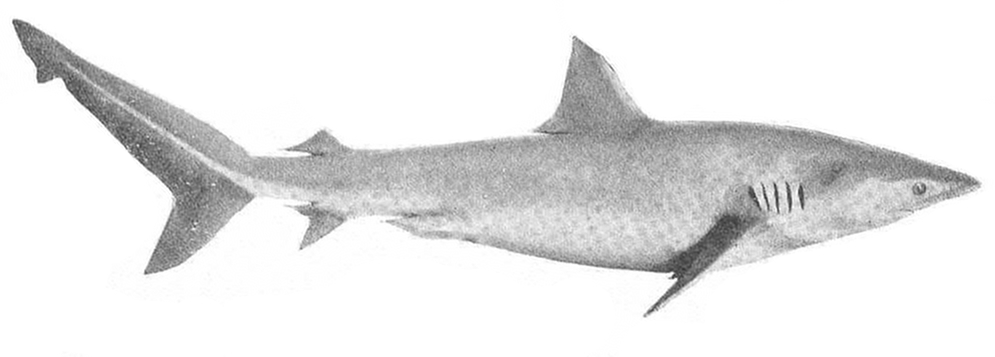
他の大型メジロザメとの区別は難しい。

細い流線型の体を持ち、頭部後方が少し盛り上がる。吻は長くて尖り、鼻孔には短い前鼻弁がある。眼は比較的大きく、瞬膜がある。口角には僅かに溝があり、上顎歯列は29–35、下顎は29–33。歯は鋸歯があり、細い1尖頭を持つ。上顎歯は特徴的な鉤形で、後ろに傾く。下顎歯は直立する。成体雄の上顎歯は雌や幼体に比べ、長くて細く弧を描き、より細かい鋸歯がある。鰓裂は5対でかなり長い。
胸鰭は大きく、鎌型で尖る。第一背鰭は胸鰭後端上方から始まり、高く先端が尖って後縁は凹む。第二背鰭は小さくて低く、臀鰭の反対側に位置する。背鰭間に隆起はない。尾鰭下葉はよく発達し、上葉先端付近には深い欠刻がある。背面はブロンズからオリーブグレーで金属光沢があり、ピンクが交じることもある。鰭の先端や縁は黒くなるがそれほど目立たず、死後は急速にくすんだ灰褐色に変化する。腹面は白く、体側には明瞭な帯がある。大型メジロザメ属、特にドタブカに似ているが、上顎歯の形状が異なる・背鰭間の隆起を欠く・鰭に模様がないことで区別できる。最大全長3.3m、重量305kgと報告されている。

## 生態
素早く活動的で、単独・2匹で見られる他、緩くまとまった数百匹の群れを作ることもある。群れの形成は繁殖や大量の餌に起因すると考えられる。より大型のサメに捕食されることもある。寄生虫として、条虫の Cathetocephalus australis・Dasyrhynchus pacificus ・D. talismani・Floriceps minacanthus・Phoreiobothrium robertsoni・Pseudogrillotia spratti、ウオビル科のStibarobdella macrothela、吸虫の Otodistomum veliporum が確認されている。

### 摂餌

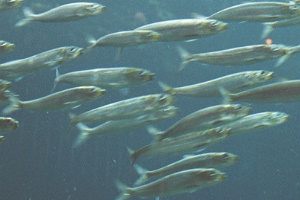
南アフリカではミナミアフリカマイワシが主要な餌となる。

海面より海底での摂餌を好む。頭足類ではイカ（ヤリイカ属）・コウイカ・タコ、硬骨魚ではホウボウ・カレイ・メルルーサ・ナマズ・アジ・マルスズキ・ボラ・タイ科・キュウリウオ科・マグロ・イワシ・アンチョビ、軟骨魚ではツノザメ属・アカエイ科・ガンギエイ科・シビレエイ・ノコギリエイなどを食べる。2mを超えた個体では頭足類・軟骨魚が重要な餌となる。幼体はスナモグリ・クルマエビなどの甲殻類や鉢クラゲも捕食する。海獣は襲わないが、稀に漁網に絡まったイルカを捕食する。南アフリカでは餌の69-95%がミナミアフリカマイワシである。毎冬、東ケープ州からクワズール・ナタール州ではサーディン・ランが起こり、多数の肉食魚を惹き付けるが、その中でも本種が最も個体数が多い。
多数の個体が協調して狩りをする姿も観察されている。小魚の群れを球状に追い込んで、各々のサメが口を開けて突入することで捕食する。マグロなどより大きな魚に対しては、翼型のフォーメーションで追跡することで獲物同士を近づけ、特定の魚を順番に攻撃する。南アフリカのフォールス湾では、本種が地引網漁船を追跡することが報告されている。

### 生活史
他のメジロザメのように胎生であり、使い切った卵黄嚢を胎盤に転換する。雌は右側の卵巣だけが機能するが、子宮は両側が機能する。南半球では10-12月（春-初夏）に高緯度沖合で交尾が行われる。出産は6-1月、10-11月をピークとして行われるようである。
雌は沿岸・海峡・湾などの浅瀬を幼体の成育場として用いる。成育場は十分な餌と大型のサメからの保護を提供する。成育場として、ニュージーランドのワイメア海峡からホーク湾、オーストラリアではアルバニー・セントビンセント湾・ポートフィリップ湾、北西太平洋では新潟、南アフリカでは東ケープ州、地中海ではロドス島・ニース・アル・ホセイマ、北西アフリカではリオ・デ・オロ、 南西大西洋ではリオデジャネイロ・ブエノスアイレス・バイアブランカ、東太平洋ではペルーのパイタ・グアニャペ島、メキシコのセバスティアン・ビスカイノ湾、サンディエゴ湾などが知られている。
妊娠期間は12か月とされているが、15–21か月という報告もある。1年おきに出産し、産仔数7-24だが平均して15-16。バハ・カリフォルニアでは他の地域より産仔数が少ない。出生時は55-67cm。メジロザメ属で最も成長の遅い種の1つで、南アフリカでは雄は2.0-2.4m・13-19歳、雌は2.3-2.5m・19-20歳で性成熟すると報告されている。雌は、オーストラリアでは2.5m、アルゼンチンでは2.2mで性成熟するという報告もある。寿命は最低でも雄で30年、雌で25年。

## 人との関わり

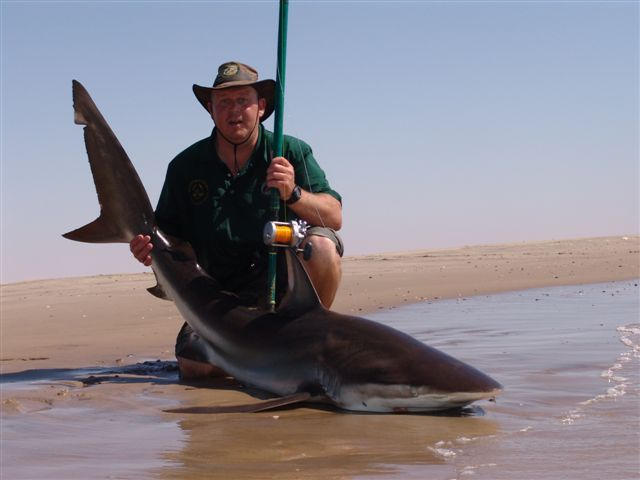
釣りの対象となる。

### 危険性
稀に人を攻撃することがある。2013年、国際サメ被害目録は、種の特定されている非挑発的な攻撃事例としては6番目に多い、20件の攻撃を本種によるものとしている（参考：最多のホホジロザメは279件）。大型で強力ではあるが、餌が存在しなければ凶暴になることはない。だが、スピアフィッシングの獲物を奪い取ったり、本種が豊富なオーストラリアやニュージーランドでは海水浴客に噛み付いた事例がある。
本種による死亡事例には、2014年にニューサウスウェールズ州のタスラで起きたものと、1976年にニュージーランドのテ・カハで起きたものがある。ニュージーランドでは、サメによる10件の攻撃事例のうち3件が本種に帰せられている。2011年9月の、西オーストラリア州バンカー湾での致命的な攻撃を本種によるものとする目撃者もいる。
襲撃事例において、互いに類似したメジロザメ属の種を正確に特定できる被害者・目撃者はほとんどおらず、専門家は、このことで種ごとの被害件数が少なく見積もられている可能性があると警告している。

### 飼育
他の大型・活動的なサメと同じように飼育は難しく、壁に衝突して傷つき、感染症から死に至ることが多い。日本ではアクアワールド大洗などで見ることができる。

### 漁業
商業漁業がニュージーランド・オーストラリア・南アフリカ・南米・中国などで行われており、混獲されることもある。刺し網・底延縄、稀に底引網や遠洋延縄で捕獲され、肉は食用とされる。釣りの対象ともなる。ニュージーランドでは釣り上げた個体に対し標識調査が行われている。標識調査はナミビアでも行われている。

### 保護
全世界的な個体群の動向は不明だが、成熟が遅く繁殖力が低いため乱獲の影響を受けやすい。IUCNは保全状況を、世界的には準絶滅危惧としている。オーストラリア・ニュージーランド・南アフリカでは漁業がよく管理されており、個体群のEEZからの移動も少ないことから、これらの地域では軽度懸念とされている。ニュージーランドでの漁獲量は1995-96年の40 tをピークに減少を続け、2001-02年には20 tとなっているが、これが漁業慣習の変化によるものかどうかは不明である。
東太平洋では本種は珍しく、漁獲データも少ないため情報不足とされている。だが、カリフォルニア湾では高い漁獲圧により、全ての板鰓類の漁獲量が減少している。東アジアでは種特異的なデータはないが、サメ全体の個体数が減少しているために危急種とされている。1970年代から漁業に耐えられるだけの成体がいなくなっており、漁獲のほとんどが幼体で占められている。他の危機として、沿岸の成育場の開発による生息地破壊、水質汚染、南アフリカやオーストラリアでのサメ防御網による死、南オーストラリアでの養殖業者による駆除などがある。